# Lux Guyer
Lux (Louise) Guyer (20 de agosto de 1894, Zúrich, Suiza - 25 de mayo de 1955, Zúrich, Suiza) fue una arquitecta suiza, reconocida por sus aportes al desarrollo de la vivienda moderna sobre todo en su propuesta para la Exposición Suiza del Trabajo de la Mujer, SAFFA (Schweizerischen Ausstellung für Frauenarbeit) realizada en Berna en 1928.

## Primeros años
Lux Guyer asistió a los cursos de Diseño Interior de Wilhelm Kienzle y de Modelado de Carl Fischer en la Escuela de Artes y Oficios de Zúrich (1917) y fue alumno vocacional en la Escuela Politécnica Federal de Zúrich. Completó su formación haciendo prácticas en el estudio de Gustav Gull en Zúrich y de Marie Frommer en Berlín y a través de sus viajes de estudio a París, Londres y Florencia.

## Trayectoria
Guyer fue una de las primeras mujeres en ejercer como arquitecta en Suiza y abrió una oficina en Zúrich en 1924. Con el Apartamento modelo para la Exposición Das neue Heim (El nuevo hogar) en el Museo de Artes Decorativas de Zúrich (1926) y la Colonia de viviendas para mujeres solteras Lettenhof (Zúrich, 1926-1927) logró destacarse desde sus primeros encargos.
Fue la arquitecta responsable del concepto arquitectónico general de SAFFA (Berna, 1928), la primera exposición de las mujeres suizas. En la misma se expusieron temas referidos a la agricultura, la industria, el trabajo doméstico, el trabajo remunerado, la ciencia, la educación y el arte. Guyer propuso una composición estrictamente axial de hangares que debió resolver con una tecnología de bajo costo y rápida ejecución. Además de los pabellones, la propuesta incluía una serie de casas tipo, entre otras, “la casa para una familia de clase media”, SAFFAhaus, construida con un sistema prefabricado de madera. Después de la exposición la casa fue comprada y llevada a Aarau y en 2003 nuevamente trasladada a Stäfa. Lo innovador de su propuesta estaba en el diseño del mobiliario que permitía espacios polivalentes y flexibles y en la gran oferta de lugares de descanso y espacios de trabajo pensados para otorgar un lugar adecuado a cada tarea doméstica. 
El tema central de su obra fue la renovación del estilo de vida de la clase media y su adaptación a las necesidades de diferentes colectivos. Además de viviendas unifamiliares, proyectó edificios de apartamentos y conjuntos residenciales para mujeres solteras, estudiantes y ancianos. Entre otros: el hogar para estudiantes y profesores Lindenhof (Zúrich, 1927-1928), la casa de vacaciones Coop-Ferienheim (Weggis, 1927-1928), la villa Kusentobel (Küsnacht, 1933) y el asilo de ancianos de Jongny-sur-Vevey (1942). También se dedicó al diseño de interiores y de muebles.
Los edificios de Guyer se caracterizan por un gusto moderno y sofisticado y por soluciones de diseño detalladas y a la medida de los usuarios. La simplicidad, durabilidad, confort y buen gusto eran preocupaciones centrales en su obra. Para Guyer, las exigencias prácticas contemporáneas como la racionalización del presupuesto debían estar en consonancia con el tradicional confort y las soluciones espaciales individuales. Sus fuentes de inspiración fueron la casa de campo inglés, el movimiento Arts and Crafts y la obra de Hermann Muthesius.

## Obras
- SAFFAhaus, (Berna, 1928)[5]

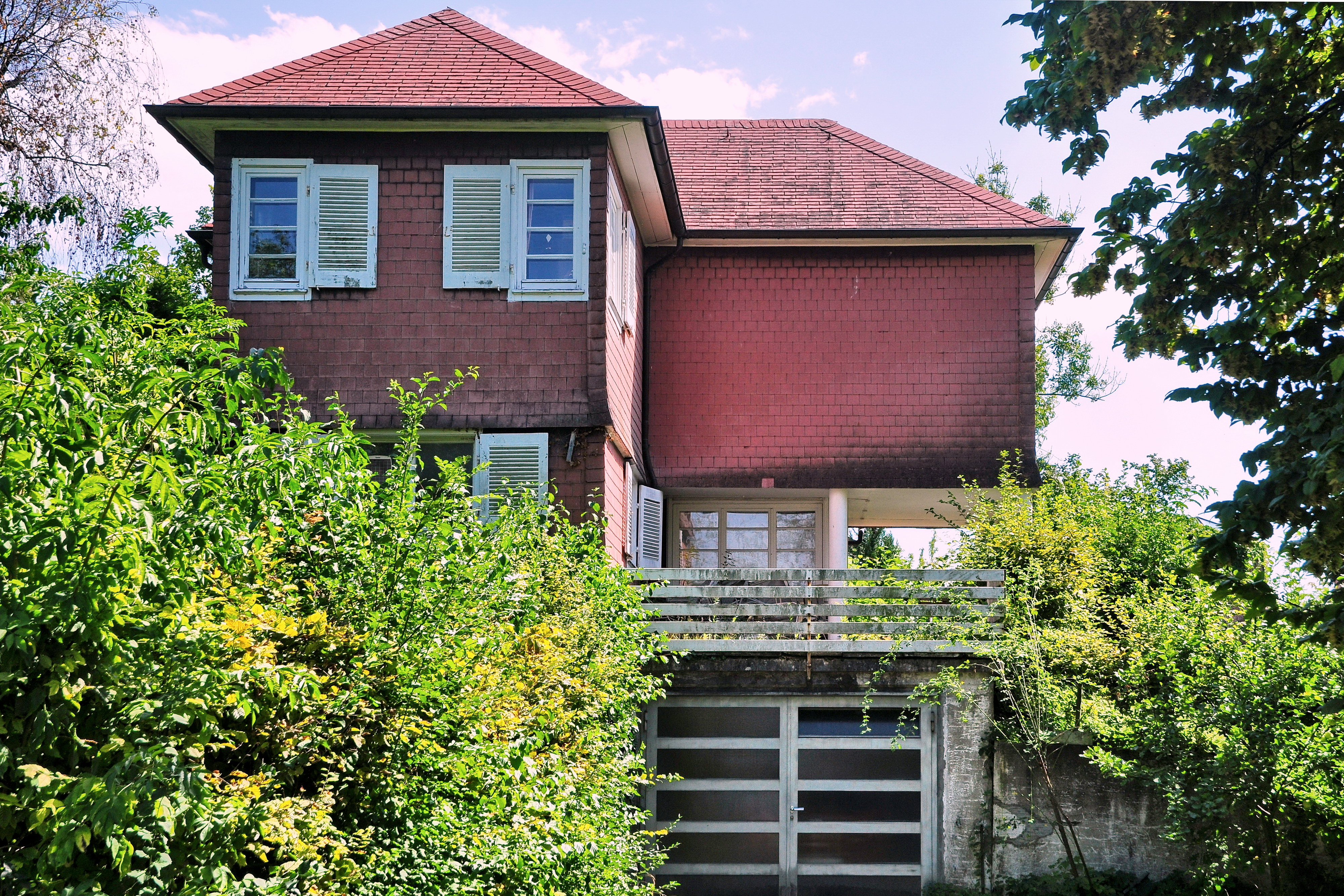
Küsnacht - Zumikerstrasse

- Casa de vacaciones Coop-Ferienheim (Weggis, 1927-1928)
- Villa Kusentobel (Küsnacht, 1933)
- Asilo de ancianos de Jongny-sur-Vevey (1942)
- Hogar para estudiantes y profesores Lindenhof (Zúrich, 1927-1928)

## Premios y reconocimientos
En año 1997, su trabajo fue honrado por la Gesellschaft zu Fraumünster.